# Kensington Palace Gardens

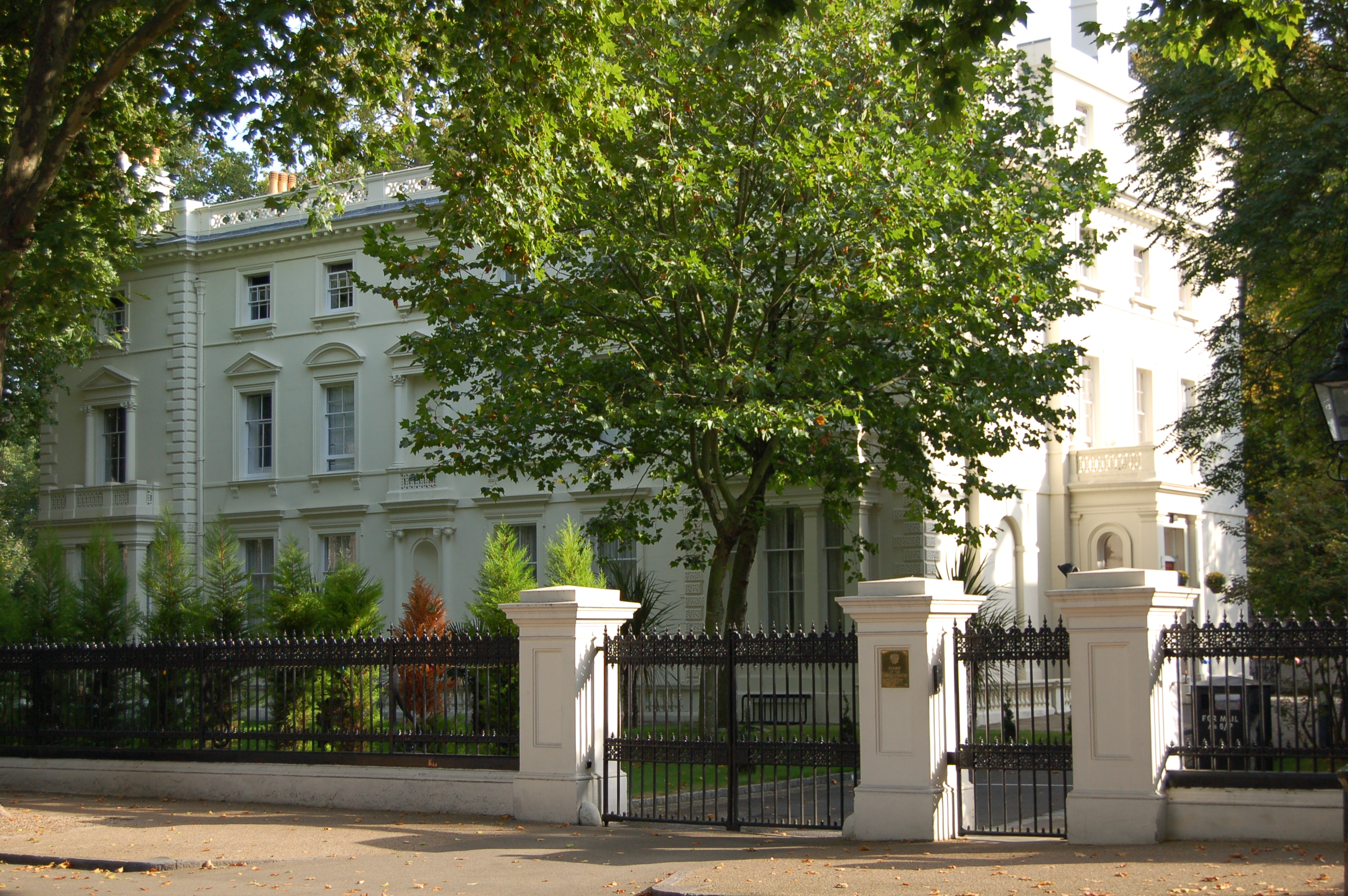
Botschaft der Russischen Föderation

Kensington Palace Gardens ist eine Straße in der westlichen Innenstadt der britischen Hauptstadt London. Sie beginnt unmittelbar westlich von Kensington Gardens und verbindet die Straße Notting Hill Gate mit der Kensington High Street. Der südliche Abschnitt der Kensington Palace Gardens heißt Palace Green. Die Straße ist auch unter dem Namen “Billionaires Row” (Milliardärszeile) bekannt.
Die rund 800 Meter lange Allee neben dem Kensington Palace gilt als exklusivste Adresse Londons und ist eine der teuersten Wohnstraßen der Welt. Der durchschnittliche Marktpreis für ein Gebäude in dieser Straße lag Mitte des Jahres 2010 bei rund 21 Millionen Euro. Die Grundstücke sind im Besitz des Crown Estate. Die Straße liegt im Stadtbezirk Royal Borough of Kensington and Chelsea.
An der Straße liegen mehrere Botschaften, weswegen sie aus Sicherheitsgründen für den Durchgangsverkehr gesperrt ist, so die Russische Botschaft und die Israelische Botschaft. Bekannteste Bewohner dieser Straße sind die saudische Königsfamilie, der indische Stahlmagnat Lakshmi Mittal, der Sultan von Brunei Hassanal Bolkiah, die russischen Oligarchen Leonard Blavatnik und Roman Abramowitsch sowie der Hedgefundmanager Noam Gottesman. Ein ehemaliger Bewohner der Straße ist Bernie Ecclestone.